# Donald R. Mullen
Donald R. Mullen, ou Donald R. Mullen Jr., plus souvent nommé « Don Mullen » est un ancien banquier d'investissement et homme d'affaires américain, devenu milliardaire. Il s'est fait connaître chez Goldman Sachs et dans le monde de la finance spéculative, en misant sur la crise de 2008 pour faire de l'argent, au détriment des clients de sa banque.
Son cynisme et les méthodes agressives de ses entreprises lui attireront de nombreuses critiques. Par exemple Kevin Roose (journaliste du New York Magazine) dont la chronique « The Shift » analyse les influences réciproques des mondes de la technologie, des affaires et de la culture, a décrit Don Mullen comme « Un gars dont le fait commercial le plus célèbre a été un pari réussi sur l'implosion à grande échelle du marché du logement et qui se précipite maintenant pour ramasser les morceaux à l'autre bout ». On reparle de Don Mullen en 2021, après que son nom et ses activités aient été retrouvés dans les Pandora Papers, mais aussi parce que l'une de ses société (société de gestion et location de milliers de maisons : Progress Residential) a été montrée du doigt pour agressivement expulser de nombreux propriétaires en difficulté, y compris en pleine pandémie et alors que le gouvernement américain a instauré un moratoire pour les expulsions, et demandait aux gens de rester chez eux et télétravailler dans la mesure du possible. Les expulsions se sont poursuivies alors que la société s'était fortement enrichie en moins de 10 ans.

## Carrière professionnelle
Donald R. Mullen a successivement été :
- « directeur général principal » de la banque Bear Stearns. Il y était responsable du crédit mondial, avec de hautes responsabilités (il y était notamment membre du conseil d'administration, membre du comité de direction et membre du comité de rémunération de la société). 
Bear Stearns s'effondrera lors de la Crise bancaire et financière de l'automne 2008 qu'elle a contribué à créer, mais Mullen en était déjà parti 7 ans plus tôt.
- « Associé principal » de Goldman Sachs à partir de 2001. Mullen y est responsable mondial des activités de crédit et d'hypothèques. Il préside le comité d'investissement principal, et il est membre du Comité de gestion et du Comité des risques. 
Là, chargé des activités de crédit et d'hypothèques, il était particulièrement bien placé pour constater la montée puis l'imminence puis l'éclatement de la crise hypothécaire américaine. Il comprend, bien avant la Crise bancaire et financière de l'automne 2008, que cette situation conduira à un krach immobilier puis à la Crise économique mondiale de 2008.
- cofondateur et directeur en 2012 de Pretium Partners, qui sera l'un des plus importants bénéficiaires des
- cofondateur et directeur en 2012 de Progress Residential et Progress Residential Master Trust dont il est PDG et directeur des investissements.

## Critiques

### Contribution à la crise de 2008 et abus de confiance
Des documents internes demandés et analysés par une commission d'enquête sénatoriale, alors que Goldman Sachs était par ailleurs sous le coup d'une plainte pour fraude, déposée en 2007 par la Securities and Exchange Commission (SEC), alléguant que la banque « a induit ses clients en erreur en leur vendant un investissement hypothécaire qui était secrètement conçu pour échouer »,  montrent qu'en pleine crise, les dirigeants de Goldman Sachs se félicitaient pour leurs investissements antérieurs, calculés pour faire des bénéfices si les prix des logements baissaient ; 
Parmi ces documents figure un e-mail interne daté de l'automne 2007, par lequel Mullen prédisait une aubaine liée au fait que les Agences de notations venaient de déclasser les investissements relatifs aux prêts hypothécaires, ce qui a généré de très lourdes pertes pour certains investisseurs et des millions d'accédant à la propriété ; « On dirait que nous allons gagner beaucoup d'argent » écrivait-il,. 
C'est alors que Donald Mullen décide (seul avec quelques autres cadres de la banques, mais sans l'accord des actionnaires) de monter une stratégie d'enrichissement consistant à parier sur l'effondrement du système des hypothèques ; une stratégie ensuite baptisé « Big short »  (« grand court-circuit »), qui a notamment inspiré le scénario du film The Big Short : Le Casse du siècle). 
Selon l'enquête sénatoriale, Goldman Sachs (et d'autres banques d'investissement) « ont regroupé des hypothèques toxiques dans des instruments financiers opaques et complexes, et elles ont fait en sorte que les agences de notation financière les qualifient de titres notés AAA (triple A) puis les ont vendus à des investisseurs, amplifiant et répartissant les risques dans tout le système financier et pariant trop souvent contre les instruments qu'ils vendaient et en profitant aux dépens de leurs clients ». 
A la différence de certains de ses collègues (tel Fabrice Tourre), Mullen ne semble cependant pas avoir été poursuivi ni même blâmé pour délit d'initié et/ou pour conflit d'intérêts.

### Accusation de cynisme en tant que «Landlord de Wall Street»
En tant en que « Landlord de Wall Street », c'est-à-dire de propriétaire de dizaines de milliers de maisons achetées avec l'argent de grands investisseurs de la Finance, Mullen essuie une seconde vague de critiques, de même que ses entreprises lors de la pandémie de COVID-19. 
- Via les enquêtes journalistiques faites à partir des Pandora Papers, le public apprend que l'ancien banquier a monté un nouveau système afin de continuer à profiter des séquelles de la Crise économique mondiale de 2008 pour s'enrichir plus encore, sur les ruines du système immobiliser qu'il avait lui-même contribué à détruire aux États-Unis. 
Après que les prix des maisons se soient effondrés et alors même que des millions d'Américains se retrouvaient obligés de vendre leur maison ou en étaient expulsés pour impayés de dette, Mullen a créé plusieurs entreprises (dont Progress Residential et Pretium Partners.

Il profite de son réseau d'affaires pour convaincre, sans difficulté, de puissants groupes d'investisseurs d'alimenter un fonds géré par Pretium Partners, fonds qui permettra à Progress Residential d'acheter des dizaines de milliers de maisons individuelles à bas prix, avant de les mettre en location et de faire grimper les prix de ces maisons, toutes mises en location. Il y réussit si bien qu'en 2019, Residential dans un communiqué affirmait que ses investisseurs avaient déjà doublé leurs capitaux propres.

### Accusation de contribution à l'appauvrissement de la population et à la pandémie
L'une des entreprises de (Progress Residential) est en 2020-2021 souvent citée comme ayant peut être contribué à aggraver l'ampleur et la vitesse de la pandémie de COVID aux États-Unis, car l'entreprise a continué à expulser des locataires vulnérables, tout en refusant des locations à d'autres .

## Soutien financiers aux partis politiques
En termes de soutien aux campagnes de partis politique ou de candidats, Mullen a soutenu (comme donateur déclaré) :
- le Fonds de la victoire de Barack Obama (30 800 $ en 2008), puis la campagne d'Obama (2 300 $) avant de soutenir à hauteur de 28 500 $ le Comité national démocrate. Mais en 2011, il lâche Obama qui a vivement critiqué le comportement de Wall Street relativement à la crise de 2007-2008. Mullen soutient alors la campagne de Romney (2 500 $) et ne donne rien à Obama (une attitude alors fréquente dans monde de la finance qui s'est retourné vers Romney)[6]. Il semble cependant ensuite avoir été conquis par H Clinton[7].
- le Super PAC d'Hillary Clinton dit Priorities USA (significativement financé par des entités issues de Wall Street comme l'a montré Open Secret[8], et en particulier par les secteurs des valeurs mobilières et des investissements qui ont fourni son quatrième plus gros montant de financement de campagne. Sur un total de 2 044 471 $, 443 519 $ ont été directement versés par des banques commerciales et 100 000 $ personnellement offerts par Donald Mullen[9], ce qui en fait l'un des plus gros donateurs particuliers de ce Super PAC[7] ; Joe Biden ($2800 end 2020) et Cory Booker ($5400 en 2020)[10]. David Sirota et Andrew Perez ont montré qu'en outre, comme candidate sénatrice en 2000, Hillary Clinton avait déjà reçu 1,1 million de dollars du secteur des valeurs mobilières et de l'investissement ; H Clinton avait expliqué ce soutien inattendu de Wall street (et en particulier du secteur de l'immobilier) par le fait qu'elle voulait reconstruire le bas de Manhattan, mais une autre hypothèse explicative, soutenue par le Journal The Intercept, est que six mois avant le 11 septembre, en tant que sénatrice, HClinton avait voté[11] pour la principale priorité législative de l'industrie financière de l'époque ; pour un retour en arrière vis à vis de la « nouvelle loi américaine sur la faillite » (Bankruptcy Abuse Prevention and Consumer Protection Act, motivée par un souhait de rendre plus difficile les faillites frauduleuses, promulguée le 20 avril 2005 sous le gouvernement de George W. Bush) modifiant le Code des faillites des États-Unis pour notamment rendre plus difficile pour certains déclarants le dépôt de bilan et surtout les possibilités d'allégement de leur dette[12] (notamment pour les plus pauvres qui ne peuvent se payer les services de bons avocats). Ceci se fait au profit des créanciers qui peuvent plus facilement se rembourser en saisissant les biens du consommateur en défaut de paiement. En votant pour cette loi (le 14 avril 2005), H Clinton avait alors renié son avis antérieur (quand elle était première dame, elle avait dit à Elizabeth Warren « Professeur Warren, nous devons arrêter cet horrible projet de loi »[13]. Or, les modifications de 2005 de cette loi, comme l'a par exemple dénoncé le Financial Times en pleine crise de 2008, ont clairement exempté certains produits dérivés et transactions financières de l'application du code de la faillite. Le processus historique de remboursement des créanciers en a été bouleversé, justement peu avant qu'intervienne la liquidation de milliers de milliards de dollars d'actifs en raison des faillites induites par la crise financière mondiale de 2008, crise qui selon certains observateurs a été amplifiée par cette modification du Code car elle a supprimé l'incitation que les créanciers avaient autrefois à empêcher un emprunteur de faire faillite. Antérieurement, tous les actifs d'une entreprise en faillite étaient gelés, jusqu'à ce qu'un tribunal décide de comment les répartir entre les créanciers. Les sociétés financières telles que Bear Stearns et Lehman Brothers peuvent maintenant, selon leurs propres critères, brusquement cesser un financement même si cela peut mettre le client en faillite, car elles n'ont plus à s'inquiéter de voir leurs créances bloquées devant le tribunal de la faillite[14]

## Mullen, amateur d'arts et collectionneur
Selon Bloomberg, « la richesse qu'il a accumulée » a permis à Mullen « de devenir un donateur important par le biais de la Donald R. Mullen Family Foundation, donnant plus de 1,4 million de dollars à des organisations caritatives en 2011. Il siège aux conseils d'administration de la Brooklyn Academy of Music, de la Dia Art Foundation et de la Friends of the High Line, qui l'a honoré en 2010 pour un cadeau d'un million de dollars ». 
Mullen est donateur du MoMA et est l'un des principaux soutiens (cofondateur, ancien directeur et conservateur en chef (ensuite remplacé par Cecilia Alemani) de l'association High Line Art, association qu'il présente avec C Alemani comme une sorte de nouveau musée de plein air, sans murs ni toit, long d'un kilomètre, utilisant la High Line pour produire des artistes, et connecté à plus de 400 galeries et organisations culturelles sises dans les rues situées en contrebas du parc aérien;
Lors de ventes d'art, il s'est fait remarquer en 2011 à l'occasion d'une montée d'enchères contre Alec Baldwin où il a finalement abandonné une peinture de Clifford Ross représentant des vagues déferlantes (vendue 70 000 $), mais a payé 100 000 $ pour une estampe de Barbara Kruger montrant un homme aux yeux bandés et un lettrage rouge disant : « Il est entré dans les magasins, n'a rien évalué, n'a dit aucun mot et a regardé tous les objets avec un regard sauvage et vide. ».

## Fondation familiale
En 2000, une fondation indépendante et privée, dénommée Donald R. Mullen Family Foundation, Inc. (n° EIN:20-0786906) est créée par la famille Mullen ; elle est enregistrée dans l'Illinois mais basée à New York et son bureau est situé à Palm Beach, en Floride. 
Selon son site Internet (2021), elle est gérée par Timothy R Mullen, Alicia Cannon Mullen et d'autres membres de la famille. Elle vise à « éduquer les influenceurs, soutenir des approches éducatives innovantes (de la maternelle à la 12e année), faire évoluer le paysage de l'enseignement supérieur, soutenir l'Éducation périscolaire »,,. La fondation soutient aussi financièrement des expositions (ex : Rétrospective Marcel Broodthaers, du 14 février au 15 mai 2016)